# Mário Negrão
Mario Negrão Borgonovi (Campinas, 18 de novembro de 1945) é compositor, baterista e percussionista brasileiro.

## Estudo
Começou a estudar acordeon aos cinco anos de idade com a Professora Lucia Gomes Pinto, sobrinha neta de Carlos Gomes. Veio para o Estado do Rio de Janeiro em 1964 estudar engenharia agronômica e florestal. Formou-se em 1968. Nesta época começara a estudar bateria. No segundo ano da faculdade conheceu amigos na cidade do Rio, ligados ao jazz, gênero este que tornou-se muito importante para sua formação musical.
Ao formar-se não exerceu a engenharia, pois resolvera seguir a profissão de músico. A esta altura já se dedicava totalmente ao estudo da música tornando-se aluno do Maestro Guerra Peixe, no Fundação Museu da Imagem e do Som.
Começou seus primeiros trabalhos como músico profissional nas casas noturnas da Cidade do Rio de Janeiro. Nesta época foi aprovado em concurso promovido pela Orquestra Sinfônica Brasileira em 1972 onde estagiou durante dois anos.

## Biografia
Em sua carreira, Mario Negrão acompanhou como instrumentista Baden Powell, Carlinhos Lyra, Claudete Soares, Clara Nunes, Chico Buarque, Egberto Gismonti, Leila Pinheiro, MPB4, Paulinho Nogueira, Quarteto em Cy, Rosinha de Valença, Sergio Ricardo, Toquinho, Vinícius de Moraes, entre outros.
Tocou ao lado de vários músicos, entre êles Alberto Chimelli, Antonio Adolfo, Arthur Verocai, Bebeto Castilho, Cristóvão Bastos, Edson Lobo, Edson Frederico, Franklin da Flauta, Jota Moraes, Kimson Plaut, Luiz Roberto (Os Cariocas), Luiz Claudio Ramos, Luiz Eça, Luiz Carlos Vinhas, Luíz Alves, Mauro Senise, Marvio Ciribelli, Nilson Matta, Orquestra Sinfônica Brasileira, Orival Boreli, Paulo Moura, Paulo Pugliesi, Rafael Rabello, Rio Jazz Orquestra, Ricardo do Canto, Sergio Barrozo, Sydney Moreira, Tião Neto, entre outros.
Gravou disco solo com músicas de sua autoria, em 1980, classificado para o Prêmio Icatu Hartford de Artes.
Trabalhou em composição em parceria com Miltinho (MPB4), Cristóvão Bastos, Alberto Chimelli, e Paulinho Pinheiro.
Ganhou o 1° Prêmio no Festival de Friburgo com a música “Samba Antigo” em parceria com Miltinho (MPB4) e Paulinho Pinheiro — agosto/2000.
Com o choro “Respira Fundo” - composição de sua autoria em parceria com Cristóvão Bastos, chegou aos 12 finalistas dentre 264 chorinhos que concorreram ao prêmio "Chorando no Rio" — setembro/2001.

### Nova faculdade
Formou-se em 2007 no Conservatório Brasileiro de Música - Centro Universitário, graduando-se em percussão.
Foi percussionista da Orquestra da Universidade Católica de Petrópolis (2002–2003), professor de percussão e bateria do Conservatório Brasileiro de Música, no Rio de Janeiro (2008–2012).
Mestrado aprovado pela UNIRIO em 31.07.2014 com a dissertação "O Prato Ride no Samba Carioca".

## Novo disco
Depois de 42 anos, Mário Negrão Borgonovi volta aos estúdios para lançar o seu novo disco, Xeque Mate.

## Discografia
- 1980: Madeira em pé
- 2022: Xeque Mate